# Aquilegia bertolonii
Pour les articles homonymes, voir Bertoloni.
Espèce
Classification phylogénétique
Statut de conservation UICN

 LC  : Préoccupation mineure
L'Ancolie de Bertoloni (Aquilegia bertolonii) est une espèce de plantes à fleurs de la famille des Ranunculaceae. C'est une plante herbacée vivace trouvée dans les Alpes. 

## Description
L'Ancolie de Bertoloni se rencontre dans les Préalpes et les Alpes françaises et italiennes. Généralement, on la trouve dans des endroits bien plus exposés à la lumière directe du soleil que d'autres ancolies. Par exemple, on la rencontre en limite de pierrier dans le Mont Ventoux. La fleur est d'un bleu homogène et vif. On la distingue d'autres ancolies par ses pétales plus longs que ses étamines qui sont jaune vif. Ses pétales forment, dans leur partie arrière, des éperons, que l'ancolie de Bertoloni a plus courbés que d'autres espèces du genre Aquilegia.

## Caractéristiques
- organes reproducteurs :
  - Type d'inflorescence :  Glossaire botanique
  - répartition des sexes :  hermaphrodite
  - Type de pollinisation :   Glossaire botanique
  - Période de floraison :  mai à juillet
- graine :
  - Type de fruit :  follicule
  - Mode de dissémination :  épizoochore
- Habitat et répartition :
  - Habitat type : zones exposées des pentes des Préalpes et Alpes françaises et italiennes

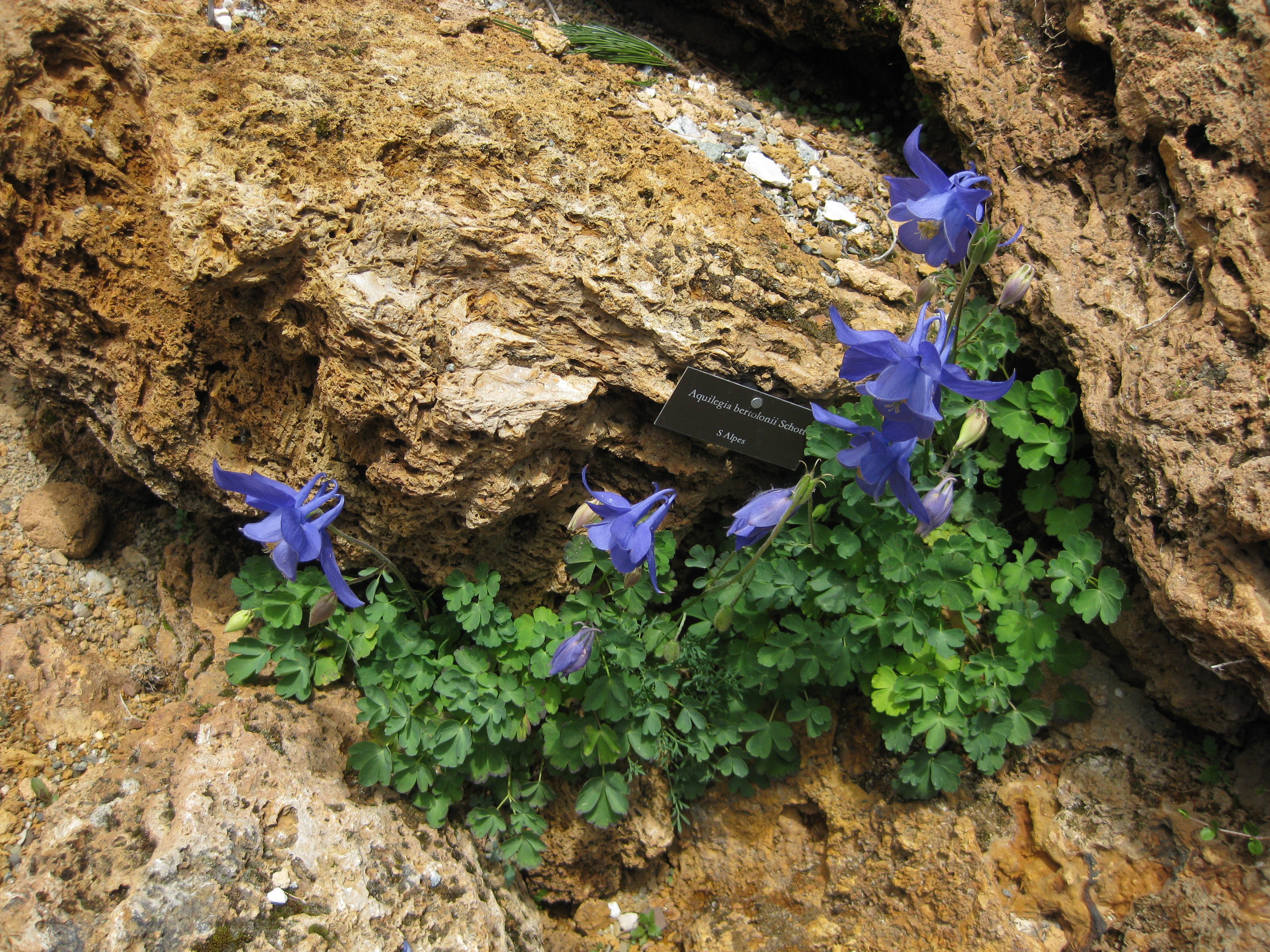
Aquilegia bertolonii au Jardin botanique du col du Lautaret.

## Protection
- Plante protégée au niveau national en France (Arr. du 15 septembre 1982 et Arr. du 31 août 1995).

## Aire de répartition
Espèce endémique des Préalpes françaises (Mont Ventoux),  Alpes françaises et italiennes. Différente de l'Ancolie de Bertoloni, on rencontre dans le massif alpin l'Aquilegia alpina (ancolie des Alpes), qui fleurit un peu plus tard et n'a pas les éperons aussi recourbés ni les anthères jaune vif.